# Гутгебёр, Морис
Морис Эмиль Мари Гутгебёр (нидерл. Maurice Emile Marie Goetghebuer; 1 марта 1876, — 26 февраля 1962) — бельгийский энтомолог, специалист по систематике хирономид и мокрецов.

## Биография
Родился 1 марта 1876 года. В 1894 году после окончания колледжа Святого Барба в Генте поступил на медицинский факультет Гентского университета. В 1901 году получил степень доктора медицины. В 1908—1914 годах под руководством профессора Виктора Виллема начал исследование по морфологии различных стадий развития комаров-хирономид. В 1920 году он опубликовал в работу по мокрецам Бельгии в которой описал 27 видов новых для науки. За эту публикацию он получил премию имени Сели-Лонгшана, присуждаемой Академией наук Бельгии. В 1927 году избран президентом Энтомологического общества Бельгии.

## Научные достижения
Коллекция двукрылых, переданная Гутгебёром в 1951 году Бельгийскому институту естественных наук, насчитывала около 19 000 экземпляров. Он описал более 600 видов новых для науки двукрылых. Его другие коллекции были приобретены Гентским университетом.

### Некоторые таксоны, описанные Гутгебёром
- Gymnometriocnemus terrestris Goetghebuer & Thienemann, 1941
- Neozavrelia luteola Goetghebuer & Thienemann, 1941
- Molophilus niger Goetghebuer, 1920
- Dicranomyia luteipennis Goetghebuer, 1920
- Tipula pseudoirrorata Goetghebuer, 1921
- Tipula zonaria Goetghebuer, 1921
- Pseudosmittia Goetghebuer, 1932
- Graceus Goetghebuer, 1928
- Pseudorthocladius Goetghebuer, 1943
- Collartomyia Goetghebuer, 1948
- Pseudodiamesa Goetghebuer, 1939
- Kiefferulus Goetghebuer, 1922
- Henrardia Goetghebuer, 1936
- Neozavrelia Goetghebuer, 1941

### Таксоны, названные в честь Гутгебёра
- Dixella goetghebueri (Séguy, 1921)
- Panimerus goetghebueri (Tonnoir, 1919)
- Diamesa goetghebueri Pagast, 1947
- Cladopelma goetghebueri Spies & Sæther, 2004
- Tipula goetghebuerana Alexander, 1970

## Публикации
Опубликовал 216 научных работ по энтомологии, в том числе:

### Монографии
- Goetghebuer M. Diptères (Nématocères): Chironomidae II: Tanypodinae. — Paris: Fédération Française des Sociétés de Sciences Naturelles, 1925. — 83 p. — (Faune de France, Volume 15).
- Goetghebuer M. Diptères (Nématocères): Chironomidae III: Chironomariae. — Paris: Fédération Française des Sociétés de Sciences Naturelles, 1928. — 171 p. — (Faune de France, Volume 18).
- Goetghebuer M. Diptères (Nématocères): Chironomidae IV: Chironomariae. — Paris: Fédération Française des Sociétés de Sciences Naturelles, 1932. — 196 p. — (Faune de France, Volume 23).
- Goetghebuer M. Tendipedidae (Chironomidae). c) Subfamilie Diamesinae. A. Die Imagines. / Editor E. Lindner. — Stuttgart: Schweizerbart'sche Verlagsbuchhandlung, 1939. — 28 p. — (Die Fliegen der Palaearktischen Region. Bd. 13).

### Статьи
- Goetghebuer M. Recherches sur les larves et les nymphes des Chironomines de Belgique. (фр.) // Bulletin et annales de la Société royale belge d'entomologie. — 1914. — Vol. 58. — P. 3—48.
- Goetghebuer M. Ceratopogonidae et Chironomidae nouveaux ou peu connus d’Europe (Troisie`me Note) (фр.) // Bulletin et annales de la Société royale belge d'entomologie. — 1933. — Vol. 73. — P. 209—221.